# Sjørslev
Sjørslev er en by i Midtjylland med 343 indbyggere  (2024), beliggende 2 km sydøst for nabobyen Demstrup, 18 km syd for Viborg, 6 km nord for Kjellerup og 21 km nordvest for Silkeborg. Byen hører til Silkeborg Kommune og ligger i Region Midtjylland. I 1970-2006 hørte byen til Kjellerup Kommune.
Sjørslev hører til Sjørslev Sogn, og Sjørslev Kirke ligger i byen.

## Faciliteter
- Sjørslev Skole ligger i Sjørslevs nordvestlige udkant, hvorfra der kun er godt ½ km til udkanten af Demstrup. Skolen havde 134 elever i 2016-17, fordelt på 0.-6. klassetrin. I august 2017 blev skolen lagt sammen med Kjellerup og Vinderslev skoler til skolefællesskabet Trekløverskolen. Fritidsdelen omfatter en SFO med 59 elever på 0.-3. klassetrin samt en klub.
- Ved siden af skolen ligger Sjørslev og Demstrup Egnscenter med byernes hal. Den kan lejes, og centret driver også Sognegården, som har en stor sal med plads til 150 spisende gæster og en lille sal med plads til 50 personer. Tre vindmøller ved Marsvinslund betaler tilskud til Egnscenterets solceller og en aktivitetsskov.[2]
- Sjørslev-Demstrup Idrætsforening (SDIF) blev stiftet i 1957 ved sammenlægning af de to byers ungdomsforeninger. Den tilbyder fodbold, gymnastik, petanque og E-sport foruden at den har motionshus.[3]
- Plejecentret Solgården er opført i 1999-2000 og består af 2 boenheder med i alt 22 lejligheder.
- Sjørslev og Demstrup har fælles kontaktudvalg, der varetager områdets interesser overfor kommunen og udsender et informationsblad 4 gange om året.

## Historie
Byens navn ses første gang på skrift i 1430 – som Siørsløff. Men endelsen "-lev", der betyder noget overladt eller efterladt, viser at navnet i hvert fald er fra før år 600. Målebordsbladet fra 1800-tallet har stavemåden Sörslev.
I Middelalderen kom de fleste bønder under herregården Aunsbjerg, der ligger 2 km vest for Sjørslev.
Det var i Sjørslev Kirke, det sidste møde blev holdt i 1523 mellem den oprørske adel og Christian 2.'s udsendinge, hvorefter kongen flygtede fra Danmark.

### Stationsbyen
I 1901 blev Sjørslev beskrevet således: "Sjørslev (1453: Sørsløff) med Kirke, Skole, Missions- og Forsamlingshus (opf. 1898 og 1887) samt Sparekasse (opr. 30/6 1879...Antal af Konti 408);" Målebordsbladet fra 1900-tallet viser desuden en smedje.
Sjørslev fik i 1912 station på Rødkjærsbro-Kjellerup Banen, som i 1924 blev forlænget til Silkeborg og skiftede navn til Silkeborg-Kjellerup-Rødkjærsbro Jernbane. Stationen blev anlagt på bar mark 400 m nordvest for kirken for også at betjene Demstrup. Stationen havde ved omløbs-/læssesporet en svinefold og et afløbssporskifte, så godsvognene ikke trillede ud på hovedsporet.
Stationsbygningen er bevaret på Trekanten 10, ikke længere på bar mark, men i udkanten af byen, som er vokset herud. Kvarteret omkring den tidligere station er også i dag hjemsted for de to nabobyers fælles faciliteter: skolen, egnscentret og plejehjemmet.

### Genforeningssten
Over for Elsborgvej 11 står en sten, der blev afsløret i sommeren 1921 til minde om Genforeningen i 1920.